# El Real de San Vicente
El Real de San Vicente és un municipi de la província de Toledo, a la comunitat autònoma de Castella la Manxa. Limita amb Fresnedilla, a la província d'Àvila i Pelahustán, Garciotum, Castillo de Bayuela, Hinojosa de San Vicente, Navamorcuende, Almendral de la Cañada i La Iglesuela a la de Toledo.

## Demografia
| 1996 | 1998  | 1999  | 2000 | 2001 | 2002 | 2003  | 2004  | 2005  | 2006  |
| ---- | ----- | ----- | ---- | ---- | ---- | ----- | ----- | ----- | ----- |
| 985  | 1.006 | 1.006 | 996  | 988  | 991  | 1.022 | 1.044 | 1.068 | 1.050 |

## Administració
| Període      | Nom de l'alcalde/-essa                                   | Partit polític      | Data de possessió |
| ------------ | -------------------------------------------------------- | ------------------- | ----------------- |
| 1979 - 1983  | Carmen García Rubio                                      | AP/PDP/UL           | 19/04/1979        |
| 1983 - 1987  | Carmen García Rubio (07/01/1986) Jesús Fernándes Sánchez | AP/PDP/UL AP/PDP/UL | 28/05/1983        |
| 1987 - 1991  | Jesús Fernándes Sánchez                                  | PP                  | 30/06/1987        |
| 1991 - 1995  | María del Pilar Rubio Ramos                              | PP                  | 15/06/1991        |
| 1995 - 1999  | María del Pilar Rubio Ramos                              | PP                  | 17/06/1995        |
| 1999 - 2003  | Lorenzo Martín Maqueda                                   | PSOE                | 03/07/1999        |
| 2003 - 2007  | Antonio Rubio García                                     | PP                  | 14/06/2003        |
| 2007 - 2011  | Lorenzo Martín Maqueda                                   | PSOE                | 16/06/2007        |
| 2011 - 2015  | n/d                                                      | n/d                 | 11/06/2011        |
| 2015 - 2019  | n/d                                                      | n/d                 | 13/06/2015        |
| 2019 - 2023  | n/d                                                      | n/d                 | 15/06/2019        |
| Des del 2023 | n/d                                                      | n/d                 | 17/06/2023        |